# Стів Фуртадо
Стів Фуртадо Перейра (порт. Steve Furtado Pereira / фр. Steve Furtado Pereira; нар. 22 листопада 1994, Крей, Франція) — французький та кабовердійський футболіст, правий захисник болгарського клубу «Берое» та національної збірної Кабо-Верде.

## Клубна кар'єра
Вихованець дитячих академій «Бонді» та «Клерфонтен». У 2010 році перебрався до академії «Ренна», де почав виступати на правому фланзі захисту. У сезоні 2012/13 років дебютував у другій команді «Ренна», за два сезони зіграв 24 матчі та відзначився трьома голами. Влітку 2014 року підписав контракт з «Каном», але також виступав виключно за другу команду, у футболці якої провів 9 поєдинків.
У 2016 році підписав контракт з «Кретєм», за першу команду якого провів 23 матчі чемпіонату на високому рівн, чим привернув до себе увагу команд з вищих дивізіонів. 25 червня 2017 року підписав контракт з «Орлеаном». Спочатку виступав за другу команду клубу. За першу команду «Орлеана» у Лізі 2 дебютував 28 липня 2017 року в переможному (3:1) поєдинку проти «Нансі». Загалом за першу команду клубу провів 21 матч у Лізі 2 та 1 поєдинок у кубку Франції. У сезоні 2018/19 років зіграв 15 матчів у чемпіонаті та кубку Франції.
У червні 2019 року переїхав до Іспанії, де підсилив «Альбасете» з Сегунда Дивізіону. Однак після завершення передсезонного етапу підготовки з командою тренерський штаб вирішив відмовитися від його послуг.
28 січня 2020 року офіційно представлений як новачок «Берое». У футболці нової команди дебютував 16 лютого 2020 року в переможному (2:0) домашньому поєдинку 21-го туру Першої ліги Болгарії проти Етара. Стів вийшов на поле в стартовому складі, а на 71-й хвилині його замінив Мілан Желєв.

## Кар'єра в збірній
Народився у Франції в родині кабовердійців. 1 жовтня 2020 року отримав виклик до збірної Кабо-Верде. Дебютував за національну збірну Кабо-Верде 7 жовтня 2020 року в переможному (2:1) товариському поєдинку проти Андорри.
Потрапив до списку гравців, які поїхали на Кубок африканських націй 2021 року.

## Статистика виступів

### У збірній
| Дата       | Місто            | Господарі  | Результат | Гості      | Турнір                                  | Голи | Примітки |
| ---------- | ---------------- | ---------- | --------- | ---------- | --------------------------------------- | ---- | -------- |
| 7-10-2020  | Андорра-ла-Велья | Андорра    | 1 – 2     | Кабо-Верде | товариський матч                        | -    | 65'      |
| 12-11-2020 | Прая             | Кабо-Верде | 0 – 0     | Руанда     | Відбір до Кубка африканських націй 2021 | -    | 82'      |
| 17-11-2020 | Кігалі           | Руанда     | 0 – 0     | Кабо-Верде | Відбір до Кубка африканських націй 2021 | -    | 73'      |
| 26-3-2021  | Прая             | Кабо-Верде | 3 – 1     | Камерун    | Відбір до Кубка африканських націй 2021 | -    |          |
| Усього     |                  | Матчів     | 4         |            | Голів                                   | 0    |          |